# Michaël van Imeretië
Michaël (Georgisch:მიქაელი) (gestorven 1329), uit het huis Bagrationi, was koning van Imeretië (West-Georgië) van 1327 tot aan zijn dood in 1329. Hij was de tweede zoon van David VI Narin en zijn eerste vrouw Tamar. Michaël kwam in opstand tegen zijn broer en koning Constantijn I en nam het gezag van Ratsja en Argveti. Constantijn stierf kinderloos waardoor Michaël hem opvolgde als koning van Imeretië.
Hoewel hij de titels "Koning van de Kartliërs, Abchaziërs, enz." had, regeerde hij maar over het westelijke deel van Georgië, met hoofdzetel in Koetaisi. Zijn zoon Bagrat I de Kleine volgde hem op als koning.